# Oranssi Pazuzu
Oranssi Pazuzu – fiński kwintet, grający psychodeliczną odmianę black metalu, założony w roku 2007 w Tampere. Nazwa pochodzi od słowa oranssi (w języku fińskim pomarańczowy) oraz babilońskiego bóstwa-demona Pazuzu. W swojej muzyce łączy elementy drone i sludge metal z growlem i stylistyką blackmetalową oraz rozbudowaniem charakterystycznym dla metalu progresywnego czy space rocka.
Dwaj pierwsi członkowie grupy poznali się podczas koncertu zespołu Emperor w 2007 roku. Debiutancki album gruby Muukalainen puhuu nagrany w domu perkusisty Korjaka wydali za pośrednictwem wytwórni Violent Journey Records w 2009. Wówczas zespół wyruszył na trasę koncertową po Finlandii, a we wrześniu 2010 po raz pierwszy grał na zagranicznych koncertach w Niemczech i Holandii. W 2011 pojawił się ich kolejny krążek Kosmonument, wydany przez Spinefarm. Po wyrzuceniu z tej ostatniej wytwórni zespół przeszedł pod skrzydła Svart Records. Wydaną w 2013 roku płytę Valonielu wyprodukował Jaime Gomez Arellano. Po kolejnych trzech latach ukazało się wydawnictwo Värähtelijä, docenione przez krytykę na świecie, zdobywając pozytywne recenzje na portalach Pitchfork Media czy AllMusic. W USA płytę wydało 20 Buck Spin Records. Podążając za jego sukcesem w 2017 grupa wydała pierwszą płytę krótkogrającą Kevät / Värimyrsky.

## Członkowie
- Korjak – perkusja
- Ikon – gitara
- Evil – perkusja, instrumenty klawiszowe
- Ontto – gitara basowa
- Jun-His (Juho Vahanen) – gitara, wokal

## Dyskografia
Albumy studyjne
- Muukalainen puhuu (2009)
- Kosmonument (2011)
- Valonielu (2013)
- Värähtelijä (2016); 25. miejsce fińskiej listy sprzedaży albumów
- Mestarin kynsi (2020)
- Muuntautuja (2024)

EP-ki
- Kevät / Värimyrsky (2017)

Splity
- Candy Cane / Oranssi Pazuzu (2010)